# 1968年メキシコシティーオリンピックのイギリス選手団
1968年メキシコシティーオリンピックのイギリス選手団（1968ねんメキシコシティーオリンピックのイギリスせんしゅだん）は、1968年10月12日から10月27日にかけてメキシコの首都メキシコシティーで開催された1968年メキシコシティーオリンピックのイギリス選手団、およびその競技結果。

## 概要
今大会は金メダル5個、銀メダル5個、銅メダル3個の合計13個のメダルを獲得した。

## メダル
| メダル | 選手名                                                                                         | 競技       | 種目                   |
| ------ | ---------------------------------------------------------------------------------------------- | ---------- | ---------------------- |
| 金     | デビッド・ヘメリー                                                                             | 陸上       | 男子400mハードル       |
| 金     | デレク・オールフーセン ジェーン・ホルダーネス-ロッダム ルーベン・ジョーンズ リチャード・ミード | 馬術       | 総合馬術団体           |
| 金     | ボブ・ブレイスウェイト                                                                         | 射撃       | クレー射撃トラップ     |
| 金     | ロドニー・パティソン イアン・マクドナルド・スミス                                              | セーリング | フライング・ダッチマン |
| 金     | クリス・フィネガン                                                                             | ボクシング | ミドル級（75kg)        |
| 銀     | リリアン・ボード                                                                               | 陸上       | 女子400m               |
| 銀     | シーラ・シャーウッド                                                                           | 陸上       | 女子走幅跳             |
| 銀     | マーティン・ウッドロフ                                                                         | 競泳       | 男子200mバタフライ     |
| 銀     | デレク・オールフーセン                                                                         | 馬術       | 総合馬術個人           |
| 銀     | マリオン・コークス                                                                             | 馬術       | 障害飛越個人           |
| 銅     | デビッド・ブルーム                                                                             | 馬術       | 障害飛越個人           |
| 銅     | ジョン・シャーウッド                                                                           | 陸上       | 男子400mハードル       |
| 銅     | ロビン・アイシャー ポール・アンダーソン エイドリアン・ジャーディン                             | セーリング | 5.5メートル            |